# Boekenderbos
Het Boekenderbos is een natuurgebied van 234 ha ten zuidoosten van Baarlo.
Het gebied is eigendom van Staatsbosbeheer. Het omvat boscomplexen, landbouwgebied en een aantal verspreide graslandjes langs de Maas. Deze graslandjes bezitten een interessante flora.
De bossen bestaan voornamelijk uit in de 19e eeuw aangelegde naaldbossen, welke het stuifzand moesten beteugelen. Tussen deze hogergelegen bossen en de Maas ligt een afwisselend landschap met diverse kleinere bospercelen en landbouwgrond. Hier leven vogels als draaihals, wielewaal en patrijs. De Donkervennen is een elzenbroekbos. Bijzondere planten in het gebied zijn: gevlekte aronskelk, beekpunge en koningskaars. Onder meer de Bosbeek en de Tasbeek, in feite restanten van oude Maasbeddingen, lopen door het gebied.